# Ptilocodium
Ptilocodium is een geslacht van neteldieren uit de familie van de Ptilocodiidae.

## Soort
- Ptilocodium repens Coward, 1909